# Araneus cingulatus
Araneus cingulatus là một loài nhện trong họ Araneidae.
Loài này thuộc chi Araneus. Araneus cingulatus được Charles Athanase Walckenaer miêu tả năm 1842.